# Josep Pintat-Solans
Josep Pintat i Solans (Sant Julià de Lòria, 21 gennaio 1921 – Barcellona, 20 ottobre 2007) è stato un politico andorrano.

## Biografia
Nato a Sant Julià de Lòria, entrò in politica nel suo comune negli anni sessanta nel Partito Conservatore; dal 1984 al 1990 ha ricoperto l'incarico di capo del governo di Andorra.